# Katharina Weiss
Katharina Weiss (Zug, 14 februari 1834 - aldaar, 28 november 1911) was een Zwitserse fotografe uit het kanton Zug.

## Biografie
Katharina Weiss was een dochter van Burkard Weiss, een molenaar, en van Cäcilia Stocklin. Het is niet geweten hoe ze een professionele fotografe is geworden, maar vermoedelijk kwam ze met de fotografie in aanraking in haar ouderlijke woning. In 1866 opende ze een fotostudio in Zug, waarmee ze de eerste fotografe van de stad werd. Ze staat bekend om haar foto's van straatbeelden in deze stad. In 1872 bouwde ze er een chalet dat ze in dienst nam als atelier. Sindsdien dragen de gebouwen op die plek tot op heden de naam Katharinenhof.